# Psicólogo clínico
O psicólogo clínico é um profissional de psicologia que trabalha na área da saúde mental. A sua formação permite-lhe realizar avaliações psicológicas e acompanhamento psicológico. Ao ter formação complementar no âmbito da psicoterapia poderá ser psicoterapeuta e seguir determinadas abordagens teóricas, como a psicanálise, a analítica, a cognitiva-comportamental, a humanista, a existencial, entre outras. O psicólogo, assim como os demais profissionais de saúde, excepto os médicos (ou Médicos psicólogos/Psicólogos médicos - ver Psicologia médica) em alguns países, não estão profissionalmente capacitados a receitar medicamentos, uma vez que essa é a área da psiquiatria (especialidade da medicina) ou da psicologia médica (especialidade da psicologia/medicina).
Os psicólogos clínicos estudam casos de forma aprofundada tendo por base a anamnese, a introspecção, a observação de comportamento, a associação livre (dependendo da sua abordagem teórica), podendo também utilizar vários outros métodos qualitativos.
O psicólogo é um profissional que atua em diversas áreas, mas é um profissional de saúde mental, com fundamento, inclusive, na caracterização efectuada pela OIT, OMS e CBO;Considerando ainda que o parágrafo 1º. artigo 13º da Lei nº. 4.119 de 27 de Agosto de 1962 que estabelece que é função do psicólogo a elaboração de diagnóstico psicológico, no qual o psicólogo pode diagnosticar condições mentais que incapacitem o paciente para o trabalho e/ou estudos, que ofereçam riscos para o paciente e para o próprio meio ambiente onde se insere e que para o devido restabelecimento do equilíbrio mental do paciente é muitas vezes necessário seu afastamento das atividades laborais ou de estudos. E como o trabalho do psicólogo tem como meta principal promover a saúde mental, garantir as condições de trabalho necessárias ao bem estar individual e social, valorizando os direitos do cidadão,resolveu-se através do Art. 1º(Resolução CFP nº 015/1996) que é atribuição do psicólogo a emissão de atestado psicológico circunscrito às suas atribuições profissionais e com fundamento no diagnóstico psicológico produzido, usando para tal o Código Internacional de Doenças - CID, ou outros Códigos de diagnóstico, científica e socialmente reconhecidos, como fonte para enquadramento de diagnóstico.